# An Post-Chain Reaction
An Post-Chain Reaction ist ein ehemaliges belgisch-irisches Radsportteam, das seinen Sitz im belgischen Merchtem hat.
Die Mannschaft wurde 2007 gegründet und ging aus einer Fusion der beiden Teams Murphy & Gunn und Sean Kelly Team hervor. Sie besaß eine Lizenz als Continental Team, mit der sie hauptsächlich an Rennen der UCI Europe Tour teilnahm. Manager war Sean Kelly, der von den Sportlichen Leitern Kurt Bogaerts, Niko Eeckhout, Andy Vanhoudt und Michel Bogaerts unterstützt wurde. Die Mannschaft wurde mit Fahrrädern der Marke Dolan ausgestattet.

## Saison 2017
Erfolge in der UCI Europe Tour
In der Saison 2017 gelangen dem Team nachstehende Erfolge in der UCI Europe Tour.
| Datum     | Rennen                         | Kat. | Fahrer                   |
| --------- | ------------------------------ | ---- | ------------------------ |
| 12. April | 1. Etappe Tour du Loir-et-Cher | 2.2  | Damien Shaw              |
| 29. April | 5. Etappe Tour de Bretagne     | 2.2  | Przemyslaw Kasperkiewicz |
| 23. Mai   | 3. Etappe An Post Rás          | 2.2  | Matthew Teggart          |
| 25. Mai   | 5. Etappe An Post Rás          | 2.2  | Regan Gough              |
| 28. Mai   | 8. Etappe An Post Rás          | 2.2  | Przemyslaw Kasperkiewicz |

Erfolge in den Nationalen Straßen-Radsportmeisterschaften
In den Rennen der Nationalen Straßen-Radsportmeisterschaften 2017 konnte das Team nachstehende Titel erringen.
| Datum     | Rennen                                                 | Sieger      |
| --------- | ------------------------------------------------------ | ----------- |
| 6. Januar | Neuseeländische Meisterschaft – Einzelzeitfahren (U23) | Regan Gough |

Mannschaft
| Teamkader 2017                            | Teamkader 2017    | Teamkader 2017         | Teamkader 2017                                      |
| Name                                      | Geburtsdatum      | Land                   | Vorheriges Team                                     |
| ----------------------------------------- | ----------------- | ---------------------- | --------------------------------------------------- |
| Jonas Bokeloh                             | 16. März 1996     | Deutschland            | Klein Constantia (2016)                             |
| Daniel Gardner                            | 6. März 1996      | Vereinigtes Königreich | Baguet-MIBA Poorten-Indulek-Derito (2016)           |
| Regan Gough                               | 6. Oktober 1996   | Neuseeland             | Avanti IsoWhey Sports (2016)                        |
| Davy Gunst                                | 30. Januar 1995   | Niederlande            | Rabobank Development (2016)                         |
| Conor Hennerby                            | 16. Februar 1993  | Irland                 |                                                     |
| Adam Jamieson                             | 12. Februar 1996  | Kanada                 |                                                     |
| Przemysław Kasperkiewicz                  | 1. März 1994      | Polen                  | Klein Constantia (2016) missing qualifiers by rider |
| Sean Mackinnon                            | 24. November 1995 | Kanada                 |                                                     |
| Sean McKenna                              | 8. März 1994      | Irland                 |                                                     |
| Jacob Scott                               | 14. Juni 1995     | Vereinigtes Königreich |                                                     |
| Damien Shaw                               | 10. Juli 1984     | Irland                 | Asea (2015)                                         |
| Mark Stewart                              | 25. August 1995   | Vereinigtes Königreich | 100% me (2016)                                      |
| Matthew Teggart                           | 8. Januar 1996    | Irland                 | AC Bisontine (2016)                                 |
| Bas Tietema                               | 29. Januar 1995   | Niederlande            | BMC Development (2016)                              |
| Massimo Vanderaerden                      | 21. Januar 1995   | Belgien                | Veranclassic-Ago (2016)                             |
|                                           |                   |                        |                                                     |
| Quellen: ProCyclingStats Cycling Quotient |                   |                        |                                                     |

Anmerkung: Przemysław Kasperkiewicz missing qualifiers by rider

## Saison 2010 bis 2016
- An Post-ChainReaction/Saison 2016
- An Post-ChainReaction/Saison 2015
- An Post-ChainReaction/Saison 2014
- An Post-ChainReaction/Saison 2013
- An Post-Sean Kelly/Saison 2012
- An Post-Sean Kelly/Saison 2011
- An Post-Sean Kelly/Saison 2010

## Platzierungen in UCI-Ranglisten
UCI America Tour
| Saison    | Mannschaftswertung | Fahrerwertung         |
| --------- | ------------------ | --------------------- |
| 2012      | 47.                | Mark Christian (393.) |
| 2013-2016 | -                  | -                     |

UCI Europe Tour
| Saison | Mannschaftswertung | Fahrerwertung             |
| ------ | ------------------ | ------------------------- |
| 2006   | 92.                | Paidi O’Brien (550.)      |
| 2007   | 74.                | Paidi O’Brien (233.)      |
| 2008   | 48.                | Benny De Schrooder (161.) |
| 2009   | 31.                | Niko Eeckhout (18.)       |
| 2010   | 46.                | Niko Eeckhout (102.)      |
| 2011   | 21.                | Gediminas Bagdonas (49.)  |
| 2012   | 16.                | Gediminas Bagdonas (11.)  |
| 2013   | 38.                | Sam Bennett (117.)        |
| 2014   | 41.                | Owain Doull (180.)        |
| 2015   | 43.                | Nicolas Vereecken (540.)  |
| 2016   | 77.                | Nicolas Vereecken (620.)  |

UCI Oceania Tour
| Saison    | Mannschaftswertung | Fahrerwertung            |
| --------- | ------------------ | ------------------------ |
| 2009-2013 | -                  | -                        |
| 2014      | 4.                 | Robert-Jon McCarthy (7.) |
| 2015-2016 | -                  | -                        |